# 安德烈·库帕
安德烈·库帕（法語：André Coupat，1951年5月7日—），法国男子赛艇运动员。他曾代表法国参加世界赛艇锦标赛，获得三枚金牌，均来自男子轻量级四人单桨无舵手项目。